# 佐藤穣
佐藤 穣（さとう みのり、1991年3月2日 - ）は、群馬県出身の元サッカー選手である。ポジションはMF。
Kリーグ時代の登録名は穣（ハングル: 미노리）。

## 来歴
高校卒業後の2009年、ザスパ草津でプロデビュー。1年目からレギュラーを掴んだが、わずか1年で退団し、渡米。アメリカのクラブを経て、2010年7月にメキシコのプエブラFCと4年契約を結んだ。メキシコ1部クラブと契約した初の日本人選手となる。また、入団発表の席で同時にヨーロッパのクラブへのレンタル移籍が明らかにされた。
同年8月にラトビア・1リーガ（2部相当）のFBグルベネ2005にレンタル移籍し、14日の対FCダウガヴァRFS戦にて初出場、初ゴールを記録。その後も得点を重ね、シーズン途中の加入ながら2度のハットトリック を含む10得点をあげ、クラブのヴィルスリーガ昇格に貢献した。
2011年から、ヴィルスリーガのFKヴェンツピルスに移籍、
同年8月に同リーガの強豪スコントFCに移籍 した。
2013年、ベラルーシ・プレミアリーグ（1部）のFCディナモ・ブレストに移籍。
2014年からはウズベキスタンの強豪でウズベク・リーグ(1部)5回の優勝を誇るFCブニョドコルに移籍した。
2018年、韓国Kリーグの光州FCへ移籍した。
2019年1月、ラトビア1部リーグのリガFCへ移籍、同年8月ロシア2部FC SKAハバロフスクへ加入した 。

## 個人成績
| 国内大会個人成績 | 国内大会個人成績 | 国内大会個人成績 | 国内大会個人成績 | 国内大会個人成績 | 国内大会個人成績 | 国内大会個人成績 | 国内大会個人成績 | 国内大会個人成績 | 国内大会個人成績 | 国内大会個人成績 | 国内大会個人成績 |
| 年度             | クラブ           | 背番号           | リーグ           | リーグ戦         | リーグ戦         | リーグ杯         | リーグ杯         | オープン杯       | オープン杯       | 期間通算         | 期間通算         |
| 年度             | クラブ           | 背番号           | リーグ           | 出場             | 得点             | 出場             | 得点             | 出場             | 得点             | 出場             | 得点             |
| 日本             | 日本             | 日本             | 日本             | リーグ戦         | リーグ戦         | リーグ杯         | リーグ杯         | 天皇杯           | 天皇杯           | 期間通算         | 期間通算         |
| ---------------- | ---------------- | ---------------- | ---------------- | ---------------- | ---------------- | ---------------- | ---------------- | ---------------- | ---------------- | ---------------- | ---------------- |
| 2009             | 草津             | 25               | J2               | 21               | 0                | -                | -                | 1                | 0                | 22               | 0                |
| アメリカ         | アメリカ         | アメリカ         | アメリカ         | リーグ戦         | リーグ戦         | リーグ杯         | リーグ杯         | USオープン杯     | USオープン杯     | 期間通算         | 期間通算         |
| 2010             | インディアナ     | 17               | PDL (4部)        | 10               | 1                | -                | -                | -                | -                | 10               | 1                |
| ラトビア         | ラトビア         | ラトビア         | ラトビア         | リーグ戦         | リーグ戦         | リーグ杯         | リーグ杯         | ラトビア杯       | ラトビア杯       | 期間通算         | 期間通算         |
| 2010             | グルベネ         | 5                | 1リーガ(2部)     | 7                | 10               | -                | -                | 1                | 1                | 8                | 11               |
| 2011             | ヴェンツピルス   | 6                | ヴィルスリーガ   | 12               | 0                | -                | -                | 3                | 0                | 15               | 0                |
| 2011             | スコント         | 10               | ヴィルスリーガ   | 13               | 3                | -                | -                | 0                | 0                | 13               | 3                |
| 通算             | 日本             | 日本             | J2               | 21               | 0                | -                | -                | 1                | 0                | 22               | 0                |
| 通算             | アメリカ         | アメリカ         | PDL              | 10               | 1                | -                | -                | -                | -                | 10               | 1                |
| 通算             | ラトビア         | ラトビア         | ヴィルスリーガ   | 25               | 3                | -                | -                | 3                | 0                | 28               | 3                |
| 通算             | ラトビア         | ラトビア         | 1リーガ(2部)     | 7                | 10               | -                | -                | 1                | 1                | 8                | 11               |
| 総通算           | 総通算           | 総通算           | 総通算           | 63               | 14               | -                | -                | 5                | 1                | 68               | 15               |

その他の公式戦
- 2011年 UEFAヨーロッパリーグ予備予選2回戦 1試合0得点

## チームタイトル
- ラトビア・1リーガ 優勝: 2010
- ラトビアカップ 優勝: 2010-2011, 2011-2012